# مايك إنوس
مايك إنوس (بالإنجليزية: Mike Enos)‏ هو مصارع محترف أمريكي، ولد في 11 يونيو 1963 في منيابولس في الولايات المتحدة.

## وصلات خارجية
- مايك إنوس على موقع CageMatch worker (الإنجليزية)
- مايك إنوس على موقع قاعدة بيانات المصارعة على الإنترنت (الإنجليزية)

- مايك إنوس على موقع IMDb (الإنجليزية)
- مايك إنوس على موقع قاعدة بيانات الفيلم (الإنجليزية)